# 國道3號 (越南)
国道3号（越南语：／，簡稱QL.3，又稱）是越南河内到中越广西边界的一条公路，全长350.44千米，沿途设有88座桥梁。起点是河内市嘉林县的一座橋樑，与国道1号相接。向北经过太原省:383、北𣴓省、高平省，终点是广西水口口岸（越方为高平省驮隆口岸）。